# Spoorlijn Tournes - Auvillers
De Spoorlijn Tournes - Auvillers is een Franse spoorlijn tussen Tournes en Auvillers-les-Forges. Treinverkeer vanaf Tournes gaat thans via Liart naar Hirson. De lijn was 20,4 km lang en had als lijnnummer 221 000.

## Geschiedenis
De spoorlijn werd aangelegd door de Compagnie des chemins de fer de l'Est en geopend 29 mei 1884 als omleidingsroute op de lijn Charleville-Mézières - Hirson met een maximaal ‰ van 8. Nadat in 1906 de spoorlijn Liart - Tournes in gebruik werd genomen ging het doorgaande verkeer vanuit Rijsel voortaan via die route, zodat kopmaken in Hirson niet langer nodig was.
Personenververvoer werd opgeheven in 1938, in 1958 werd de lijn gesloten.

## Aansluitingen
In de volgende plaatsen was er een aansluiting op de volgende spoorlijnen:
Tournes
RFN 223 000, spoorlijn tussen Charleville-Mézières en Hirson
RFN 222 000, spoorlijn tussen Liart en Tournes
Auvillers
RFN 223 000, spoorlijn tussen Charleville-Mézières en Hirson